# Lilla Svartevattnet (Tunge socken, Västergötland)
Lilla Svartevattnet är en sjö i Lilla Edets kommun i Västergötland och ingår i Göta älvs huvudavrinningsområde.